# 九五式小型乘用車
九五式小型乘用車是日本最初的國產汽車，1934年日本帝國陸軍提出需求，1935年設計完成和於1936年量產，廣泛用於中國戰場和太平洋戰場，作為偵察、通訊和軍官乘坐車，能乘坐三人(兩人在前座而一人在後座)，車頂如大多數軍用車是用可折合式金屬骨架再蓋上帆布，此車最為特別是其發動機，此發動機為1400cc氣冷式V型雙缸汽油引擎（33匹馬力），原本作為機動三輪車的引擎，改用於此車後被日本人稱為“四輪起動”。

## 基本資料
- 車長：3.38公尺
- 車闊：1.52公尺
- 車高：1.68公尺
- 重量：1,100公斤
- 最快速度：75公里/小時
- 航程：450公里
- 發動機：1400cc氣冷式V型雙缸汽油引擎（33匹馬力）
- 座位：3個

## 使用國家
- 日本

## 流行文化
- 在眾多由中國大陸拍攝有關抗日戰爭的電影和電視劇當中，九五式小型乘用車都以日軍軍官車出場，例如：
  - 太行之脊
- 在2002年推出的電腦遊戲戰地風雲1942，選擇做日軍的玩家可以使用九五式小型乘用車

1. ↑  . www.lonesentry.com.   [2024-10-18]. （原始内容存档于2025-01-31）.